# Bernhard Kempa

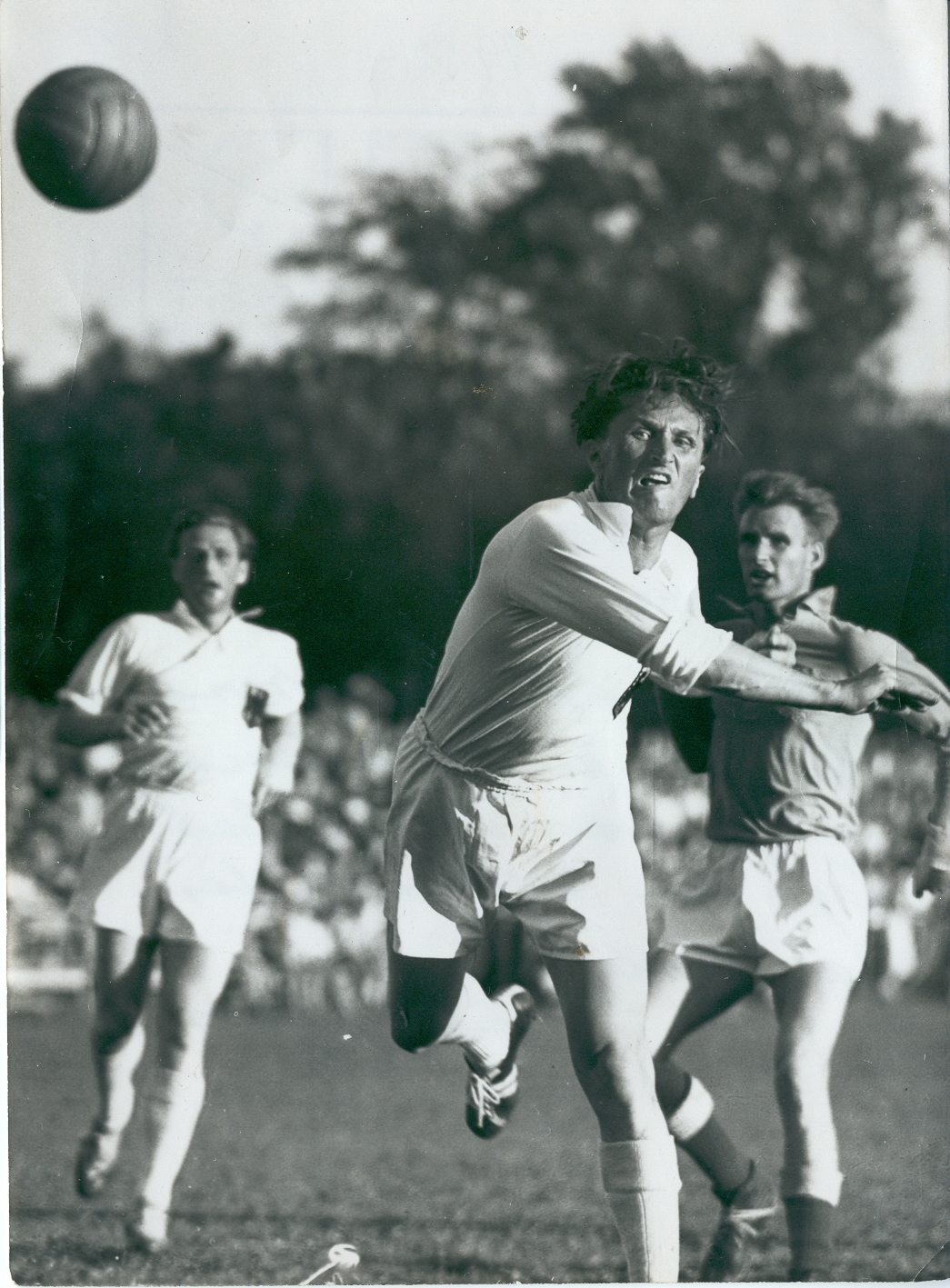
Bernhard Kempa w 1952 roku

Bernhard Kempa (ur. 19 listopada 1920 w Opolu, zm. 20 lipca 2017 w Bad Boll) – niemiecki piłkarz ręczny, grający na pozycji lewego rozgrywającego, reprezentant Niemiec, trener. Ikona klubu Frisch Auf Göppingen i reprezentacji.

## Życiorys
Bernhard Kempa urodził się w Opolu (Oppeln, na ówczesnym terenie Niemiec). W piłkę ręczną zaczął grać od 14. roku życia. Treningi musiał przerwać z powodu wybuchu II wojny światowej. Treningi wznowił po jej zakończeniu, grając w niemieckim klubie Frisch Auf Göppingen razem ze swoimi braćmi: Gerhardem i Achimem.
W 1948 roku brał udział w pierwszych w swojej karierze rozgrywkach zawodowych: Mistrzostwa Regionu i Mistrzostwa Niemiec. Rok później zadebiutował w reprezentacji Niemiec, w której grał do 1954 roku. W tym czasie strzelił dla reprezentacji 31 goli w 131 meczach oraz zdobył srebrny medal mistrzostw świata w 1954 roku, także dwukrotnym mistrzem świata na stadionie w 1952 i 1955 roku.
Bernhard Kempa karierę sportową zakończył w 1957 roku, mając również na koncie cztery tytuły mistrzostwa Niemiec: dwa na stadionie w 1954 i 1955 roku oraz dwa w hali w 1954 i 1957 roku.
Po zakończeniu kariery kontynuował karierę trenerską, którą rozpoczął w Frisch Auf Göppingen w 1947 roku. W pierwszy okres pracy trenerskiej Kempy w tym klubie trwał do 1961 roku. W tym czasie zdobył siedmiokrotnie mistrzostwo Niemiec: lata 1954–1955, 1957–1961, dwukrotnie na stadionie 1954 i 1957 roku, a także Puchar Europy Mistrzów Krajowych w sezonie 1960, rok wcześniej doprowadził drużynę do finału tych rozgrywek. Drugi okres pracy trenerskiej w tym klubie to 1966–1971. W tym czasie Berhard Kempa zdobył z klubem mistrzostwo Niemiec w 1970 roku.
W ostatnim okresie życia mieszkał w Bad Boll w powiecie Göppingen.

## Osiągnięcia zawodnicze

### Klubowe
- Mistrz Niemiec: 1954, 1957 (na stadionie), 1954, 1955 (w hali)

### Reprezentacyjne
- Mistrz świata: 1952, 1955 (na stadionie)
- Wicemistrz świata: 1954

## Osiągnięcia trenerskie

### Klubowe
- Mistrz Niemiec: 1954, 1957 (na stadionie), 1954, 1955, 1957, 1958, 1959, 1960, 1961, 1970 (w hali)
- Puchar Europy Mistrzów Krajowych: 1960
- Puchar Europy Mistrzów Krajowych: 1959

## Literatura
- Bernhard Kempa: Ball ist Trumpf. Vaihingen/Enz: IPa-Verlag, 2000, ISBN 3-933486-25-4
- Thomas Kießling, Michael Tilp: Monsieur Handball – Bernhard Kempa, die spannende Geschichte der Handball-Legende. Tilp, Eislingen 2007, ISBN 3-00-023364-4